# Paulus Shipanga
Paulus Shipanga (* 19. Mai 1980 in Walvis Bay, Südwestafrika) ist ein ehemaliger namibischer Fußballspieler und Nationalspieler und aktueller (Stand August 2022) Fußballtrainer. Er hat zudem auch die südafrikanische Staatsangehörigkeit.
Shipanga begann seine Karriere beim namibischen Erstligisten Blue Waters FC. Weitere Stationen bis zu seinem 30. Lebensjahr waren Bidvest Wits in Südafrika, Sabah FA in Malaysia, Eleven Arrows in Namibia und Bay United in Südafrika. 2011 wechselte Shipanga erneut für ein Jahr zu Blue Waters. Hier beendete er 2012 seine Karriere. Er war in der Saison 2000 sowie 2003/04 namibischer Fußballmeister.
Von 1999 bis zum 26. August 2010 war er namibischer Nationalspieler.
In der Namibia Premier League 2018/19 führte er Black Africa zum Meistertitel. Seit war 2021 er Trainer bei Blue Waters. Seit Mitte 2022 ist er Trainer der Frauen-Nationalmannschaft Namibias.